# Tral
Tral è una città dell'India di 11.607 abitanti, situata nel distretto di Pulwama, nel territorio del Jammu e Kashmir. In base al numero di abitanti la città rientra nella classe IV (da 10.000 a 19.999 persone).

## Geografia fisica
La città è situata a 33° 55' 60 N e 75° 5' 60 E e ha un'altitudine di 1.661 m s.l.m..

## Società

### Evoluzione demografica
Al censimento del 2001 la popolazione di Tral assommava a 11.607 persone, delle quali 6.141 maschi e 5.466 femmine. I bambini di età inferiore o uguale ai sei anni assommavano a 853, dei quali 418 maschi e 435 femmine. Infine, coloro che erano in grado di saper almeno leggere e scrivere erano 6.843, dei quali 4.371 maschi e 2.472 femmine.